# Anoura
Anoura ist eine Fledermaus-Gattung in der Unterfamilie der Blütenfledermäuse (Glossophaginae) mit Arten, die in Mittel- und Südamerika vorkommen.

## Merkmale
Diese Fledermäuse erreichen eine Kopf-Rumpf-Länge von 50 bis 90 mm, eine Unterarmlänge von 34 bis 48 mm sowie ein Gewicht von 7,5 bis 23 g. Der Schwanz ist nur 3 bis 7 mm lang oder fehlt vollständig. Abhängig von der Art variiert die Fellfarbe der Oberseite zwischen braun, graubraun, orangebraun oder grauschwarz. Die Unterseite weist meist hellere Farbtöne auf. Wie andere Blütenfledermäuse besitzen die Arten eine lange Schnauze, ein einfaches Nasenblatt, eine lange Zunge mit bürstenähnlichen Papillen auf der Spitze sowie lange schmale Backenzähne. Bei der Röhrenlippen-Langnasenfledermaus entspricht die Länge der Zunge 150 % der Rumpflänge.

## Arten und Verbreitung
Innerhalb der Gattung wurden in den letzten Jahren mehrere Arten neu beschrieben. Bis 2016 erkannte die Weltnaturschutzunion (IUCN) folgende 6 Arten an.
- Geschwänzte Langnasenfledermaus (Anoura caudifer), ist von Kolumbien und Venezuela bis Süd-Brasilien und Nord-Argentinien verbreitet. Sie fehlt im zentralen Amazonasbecken sowie in Paraguay.
- Handley-Langnasenfledermaus (Anoura cultrata), bewohnt die Anden und andere Gebirge von Costa Rica bis Bolivien.
- Röhrenlippen-Langnasenfledermaus (Anoura fistulata), ist ein Endemit ecuadorianischer Gebirge.
- Geoffroys Schwanzlose Fledermaus (Anoura geoffroyi), erreicht im Norden Mexiko, ansonsten im selben Gebiet wie die Geschwänzte Langnasenfledermaus verbreitet.
- Breitzahn-Langnasenfledermaus (Anoura latidens), lebt in Gebirgen und Hochländern von Guyana, Venezuela, Kolumbien und Peru.
- Manuel-Langnasenfledermaus (Anoura luismanueli), kommt in Kolumbien und Venezuela in Gebirgen vor.

## Lebensweise
Die Arten bevorzugen feuchte Bergwälder als Habitat. Sie ernähren sich von Früchten, Nektar, Pollen und Insekten. Bei Geoffroys Schwanzloser Fledermaus soll die animalische Nahrung überwiegen. Die Individuen bilden kleinere Kolonien mit 20 bis 75 Mitgliedern. Diese sind abhängig von Art und Jahreszeit gemischt oder nach Geschlecht getrennt. Als Ruheplatz dienen Höhlen und kleinere Felsspalten.
Ein Wurf besteht aus ein oder selten zwei Jungtieren, die etwa 3 bis 5 g wiegen. Der Zeitpunkt der Geburt ist abhängig von der Verbreitung der Population. Ein Exemplar in Gefangenschaft erreichte ein Alter von 10 Jahren.

## Status
Waldrodungen und störende Besucher in den Höhlen stellen eine potentielle Gefahr dar. Die meisten Arten sind jedoch nicht selten und weit verbreitet. Sie werden von der IUCN als nicht gefährdet (Least Concern) gelistet. Nur die Röhrenlippen-Langnasenfledermaus wird mit keine ausreichende Daten (Data Deficient) geführt.

## Referenzliteratur
- Ronald M. Nowak: Walker's Mammals of the World. Band 1. 6. Auflage. Johns Hopkins University Press, Baltimore MD u. a. 1999, S. 373–374, ISBN 0-8018-5789-9.